# Neil Thompson
Neil Thompson (Beverley, 2 ottobre 1963) è un allenatore di calcio ed ex calciatore inglese, di ruolo difensore, tecnico dell'Under-23 dello Sheffield Weds.

## Carriera

### Giocatore
Nella stagione 1980-1981 fa parte della rosa del Nottingham Forest, club della prima divisione inglese, con cui non scende però mai in campo in partite ufficiali; trascorre in seguito un biennio in quarta divisione all'Hull City, con la cui maglia nella stagione 1982-1983 conquista anche una promozione in terza divisione. Nell'estate del 1983 si trasferisce in Alliance Premier League (quinta divisione e più alto livello calcistico inglese al di fuori dalla Football League) allo Scarborough, con cui nella stagione 1986-1987 vince il campionato e conquista la promozione in quarta divisione (prima volta nella storia del calcio inglese in cui un club conquistava una promozione verso la Football League in modo automatico in funzione del suo piazzamento in un altro campionato). Gioca poi per un biennio in quarta divisione sempre allo Scarborough, che lascia al termine della stagione 1988-1989 dopo 242 presenze e 34 reti in partite di campionato (di cui 87 presenze e 15 reti in quarta divisione) per trasferirsi all'Ipswich Town, club di seconda divisione, con cui gioca per un triennio in questa categoria, vincendo il campionato nella stagione 1991-1992 e trascorrendo le successive quattro stagioni in prima divisione sempre con i Tractor Boys, per un totale di 75 presenze e 3 reti in questa categoria. Viene poi ceduto al Barnsley, con cui nella stagione 1996-1997 contribuisce con 5 reti in 24 presenze alla conquista della prima promozione in prima divisione nella storia del club; gioca poi ulteriori 3 partite sempre in prima divisione con il club biancorosso, per poi trascorrere il resto della stagione 1997-1998 in prestito all'Oldham Athletic, in terza divisione. Nella stagione 1998-1999 retrocede dalla terza alla quarta divisione con lo York City, con cui l'anno seguente è sia giocatore che allenatore nel campionato di quarta divisione. Mantiene poi un ruolo analogo allo Scarborough nella stagione 2000-2001, in Football Conference (quinta divisione). Dal 2001 al 2004 gioca invece in quarta divisione al Boston Utd, club alla prima stagione della sua storia nella Football League, di cui dal 2002 al 2004 è anche allenatore.

### Allenatore
Dopo i già citati ruoli da giocatore/allenatore, dal 2006 al 2010 allena la squadra riserve del Leeds Utd; nella stagione 2011-2012 è invece vice allenatore dello Sheffield Weds, dove rimane poi dall'anno seguente come coordinatore del settore giovanile. Dal 29 dicembre 2020 al 1º marzo 2021 diventa poi allenatore ad interim della prima squadra degli Owls, nella seconda divisione inglese: in 13 partite allenate ottiene un bilancio di 6 vittorie e 7 sconfitte. Nel 2022 ha poi assunto l'incarico di allenatore della formazione Under-23 dello Sheffield Wednesday.

## Palmarès

### Giocatore

#### Competizioni nazionali
- Campionato inglese di seconda divisione: 1

Ipswich Town: 1991-1992
- Alliance Premier League: 1

Scarborough: 1986-1987
- Conference League Cup: 1

Scarborough: 1983-1984

### Allenatore

#### Competizioni regionali
- North Riding Senior Cup: 1

York City: 1999-2000